# Ронні Родлен
Ронні Родлен (фр. Ronny Rodelin, нар. 18 листопада 1989, Сен-Дені) — французький футболіст, півзахисник та нападник клубу «Кан».

## Ігрова кар'єра

### Родез
Професійну кар'єру розпочав в клубі «Родез», що виступав у Лізі 3, де і провів один сезон.

### Нант
З літа 2008 року виступав за «Нант», в якому провів два з половиною сезони, взявши участь лише у 10 матчах чемпіонату, через що з початку 2010 року і до завершення сезону грав за «Труа», після чого повернувся в «Нант», за який в наступному сезоні зіграв ще 15 матчів в чемпіонаті, але основним гравцем стати так і не зумів.

### Лілль
До складу клубу «Лілль» приєднався 14 червня 2011 року. 

### Мускрон-Перювельз
2015 року під час зимового трансферного вікна на правах оренди перебрався до клубу «Мускрон-Перювельз», що виступає в бельгійській Лізі Жупіле. До закінчення чемпіонату, включно з іграм плей-офф, відіграв за бельгійців 12 матчів, забив три голи та віддав три результативні передачі. Після закінчення орендного строку повернувся до Франції.

### Кан
31 серпня 2015 року приєднався до клубу «Кан» на правах оренди, з правом викупу. Свою першу гру в футболці нової команди провів 12 вересня проти «Труа», де відіграв 61 хвилину та відзначився гольовим пасом. А в наступному турі забив свій перший гол, чим допоміг в домашній грі перемогти «Монпельє» з рахунком 2:1.
26 липня 2016 «Кан» підписав із Родленом трирічний контракт.